# Bundesautobahn 59
Bundesautobahn 59 (em português: Auto-estrada Federal 59) ou A 59, é uma auto-estrada na Alemanha.
A Bundesautobahn 59 tem 74 km de comprimento.

## Estados
Estados percorridos por esta auto-estrada:
- Renânia do Norte-Vestfália